# Giovanni Battista Mainero
Giovanni Battista Mainero (né en 1600 à Gênes en Ligurie et mort en 1657 dans cette même ville) est un peintre italien baroque de l'école génoise au XVIIe siècle.

## Biographie
Giovanni Battista Mainero a été un élève de Luciano Borzone et est mort de la peste en 1657.

## Œuvres
- Vierge et l'Enfant sur le trône avec les saints et les anges,
- Le Christ aux outrages,